# مورينادا
مورينادا هي رقصة شعبية من منطقة الألتيبلانو وأصلها موضع نقاش. تمارس هذه الرقصة بشكل رئيس في بوليفيا  وكذلك في بيرو  وفي السنوات الأخيرة مع الهجرة البوليفية  أو البيروفية  في تشيلي و  الأرجنتين  وبلدان أخرى.
وتعد المورينادا إحدى الرقصات الأكثر تمثيلاً للثقافة البوليفية. تبرز أهمية الرقصة في الجانب السياسي حيث تستفيد منها الأحزاب المدنية في مناطق مختلفة من البلاد. تم إعلان المورينادا بكونها جزءا من التراث الثقافي البوليفي في عام 2011 م، من خلال القانون رقم 135، بسبب أهميته الوطنية والدولية المعترف بها. وفي المقابل، تُمارس هذه الرقصة خلال كرنفال أورورو، تكريما لعذراء سوكافون، حيث أعلن عنها بكونها جزءا من روائع التراث الشفهي اللامادي للإنسانية من قبل اليونسكو. يمكن رؤيته أيضًا بشكل أساسي في مهرجان القوة العظمى في مدينة لاباز، وفي جميع المداخل الفولكلورية التي تقام في معظم البلدات والمحليات وفي العديد من أحياء مدن بوليفيا (توجد في مدينة لاباز 246 مشاركة فولكلورية سنوية على الأقل، تمارس المورينادا في كل منها).
في بيرو،  تعتبر المورينادا رقصة نموذجية في المرتفعات البيروفية، في منطقة بونو، وهي جزء من مهرجان كانديلاريا. كما أنها تمارس ومنتشرة في مقاطعتي تاكنا وموكيجوا بسبب وجود سكان من شعب أيمارا.
تمارس المورينادا أيضًا في تشيلي،  بشكل رئيسي في كرنفال مع قوة الشمس  في منطقة أريكا.
كما أنها مورست في العديد من مدن العالم، وأبرزها مثل بوينس آيرس في الأرجنتين.

## الأصل
تعود هذه الرقصة بأصلها إلى الحقبة الاستعمارية وهي مستوحاة من تجارة الرقيق؛ حيث نُقل السود الذين جلبهم المحتلون الإسبانيون إلى العمل في مناجم الفضة في مناطق نائب الملك في بيرو، حيث كان شعب أيمارا يقومون بالرقصة وهم يرتدون ملابس سوداء تمثل شخصيات مثل كابورال (رئيس العمال) والعمال السود. وُلد هذا النوع من الرقص بالتحديد من باب السخرية من رقصات الأمراء البيض.
بعد ذلك، تغير اسم الرقصة في عملية تاريخية لقبوله من جميع الطبقات الاجتماعية في أورورو ببوليفيا. وقد اتخذ أخيرًا اسم مورينادا بين عامي 1950 و 1954 على التوالي.

## الخلاف حول الأصل
هناك جدل حول الموقع الجغرافي للرقصة. وفقًا للباحث ورئيس لجنة الإثنوغرافيا والفولكلور، خيسوس إلياس لوسيرو، يعود أصل الرقصة إلى منطقة أورورو المسماة سيلوتا. وفقًا لمحافظة لاباز، أنشأ سكان شبه جزيرة تاراكو الرقصة. وفقًا للمؤلف البيروفي ريني كالسيان آنكو، فإن المورينادا هي رقصة جاءت أصلاً من مرتفعات بوليفيا وبيرو. 

### الفرضية الذهبية
وحول المكان الدقيق لأصل الرقصة، فهنالك كثير من الروايات. فيرى الباحث ورئيس لجنة الإثنوغرافيا والثقافة، استنادا إلى التحقيقات التي أجراها من خلال الوثائق، إلى أن الرقصة أصلها من سيلوتا، ومورست على مشارف المدينة، بحيث كان يوم السبت قبل يوم الأحد مهرجانا تعبديا إلى أن يصلوا إلى محمية سوكافون. وفقًا لمحافظة مقاطعة لاباز البوليفية فقد كان سكان شبه جزيرة تاراكو هم من ابتكروا هذه الرقصة، هذه فرضية تاراكو حديثة العهد. هناك حتى فرضية أن هذا الرقص نشأ في قسم بوتوسي.
يكتسب هذا الرقص قوة كبيرة في كرنفال أورورو الشهير في أمريكا اللاتينية؛ أعلنت اليونسكو الرقصة جزءا من «التراث الشفهي وغير المادي للبشرية». ومع ذلك، يمارس هذا الرقص أيضا في مختلف الاحتفالات والمناسبات في بوليفيا.
في يونيو 2011، من خلال مرسوم أعلى، أُعلنت مورينادا جزءا من التراث الثقافي وغير المادي لدولة بوليفيا المتعددة القوميات؛ وفقًا للجهة الحكومية، تم اتخاذ هذا الإجراء للحد من محاولات التخصيص من قبل الدول المجاورة.
في 4 أغسطس 2013، تم تنظيم حدث تاريخي «مورينادا 100٪ بوليفي: من أجل السلام العالمي واحترام الثقافة البوليفية». في هذا الحدث، رقص آلاف الأشخاص في 76 مدينة في 23 دولة حول العالم؛ مثل بوليفيا وألمانيا والأرجنتين والنمسا والبرازيل وكندا وتشيلي والإكوادور وإسبانيا والولايات المتحدة وفنلندا وفرنسا وهولندا وإنجلترا وإيطاليا واليابان والمكسيك والنرويج وبنما والسويد وسويسرا وفنزويلا. نظم هذا الحدث من قبل منظمة البوليفور للدفاع والفن الشعبي (OBDEFO) من أجل إظهار للعالم أن رقصة مورينادا هي بوليفية بحتة.
في 20 فبراير 2014، أعلن مجلس الشيوخ في 7 سبتمبر من كل عام «اليوم الوطني لرقص مورينادا» تقديراً للملحن والمؤلف وباحث الذهب خوسيه فيليكس فلوريس أوروزكو. كان الهدف الرئيس من هذا هو إعطاء الحفاظ على التراث للأجيال القادمة والمحافظة على الهوية الثقافية البوليفية. [بحاجة لمصدر]

### فرضية لاباز

لوحة صخرية في بلدة شيراباكا ، مقاطعة لوس أنديس في بوليفيا، تمثل ما يُعتقد أنه راقصات مورينادا بين القرنين السابع عشر والثامن عشر.

عرفت الرقصة في بداياتها بأنها رقصة لـ «السمراوات» في منتصف القرن التاسع عشر، رقصها في الشوارع خياطون حرفيون من لاباز، بين الأيام الأولى من شهر أغسطس و 8 سبتمبر في عيد ميلاد العذراء. وفقًا لتقرير صحفي صدر عام 1875 م، فقد ارتدوا الشعر المستعار والبدلات المطرزة والجوارب ذات اللونين والقبعات ذات الألوان الثلاثية والكاسونات.
تعتمد فرضية حديثة أخرى بدأت في عام 1990 م على نتائج لوحات الكهوف التي عثر عليها عالم الآثار فريدي تابوادا في منطقة بحيرة تيتيكاكا (لاباز) في عام 1988. تم تأريخ اللوحات بين القرنين السابع عشر والثامن عشر. تظهر الأشكال باللون الأصفر والأزرق تشابهاً مع راقصات المورينادا. تؤخذ هذه النتائج كدليل على العصور القديمة للرقصة لمدة 300 عام على الأقل والعلاقة الوثيقة التي تربطها بثقافة شعب أيمارا.

### فرضية بونو
توجد فرضية أخرى أن إقليم بونو في بيرو، على شواطئ بحيرة تيتيكاكا هو مصدر الرقصة. في بداية القرن العشرين، تم وصف وجود السمراوات المتفانية لفيرجين دي لا كانديلاريا في الصحف في ذلك الوقت: 
في الحقبة الاستعمارية لنائب الملك في بيرو، يوجد بالفعل سجل سكاني أسود في مرتفعات بونو، كما هو موثق في 1602 لودوفيكو بيرتونيو، اليسوعي الإيطالي المتمركز في جولي.

## تاريخ

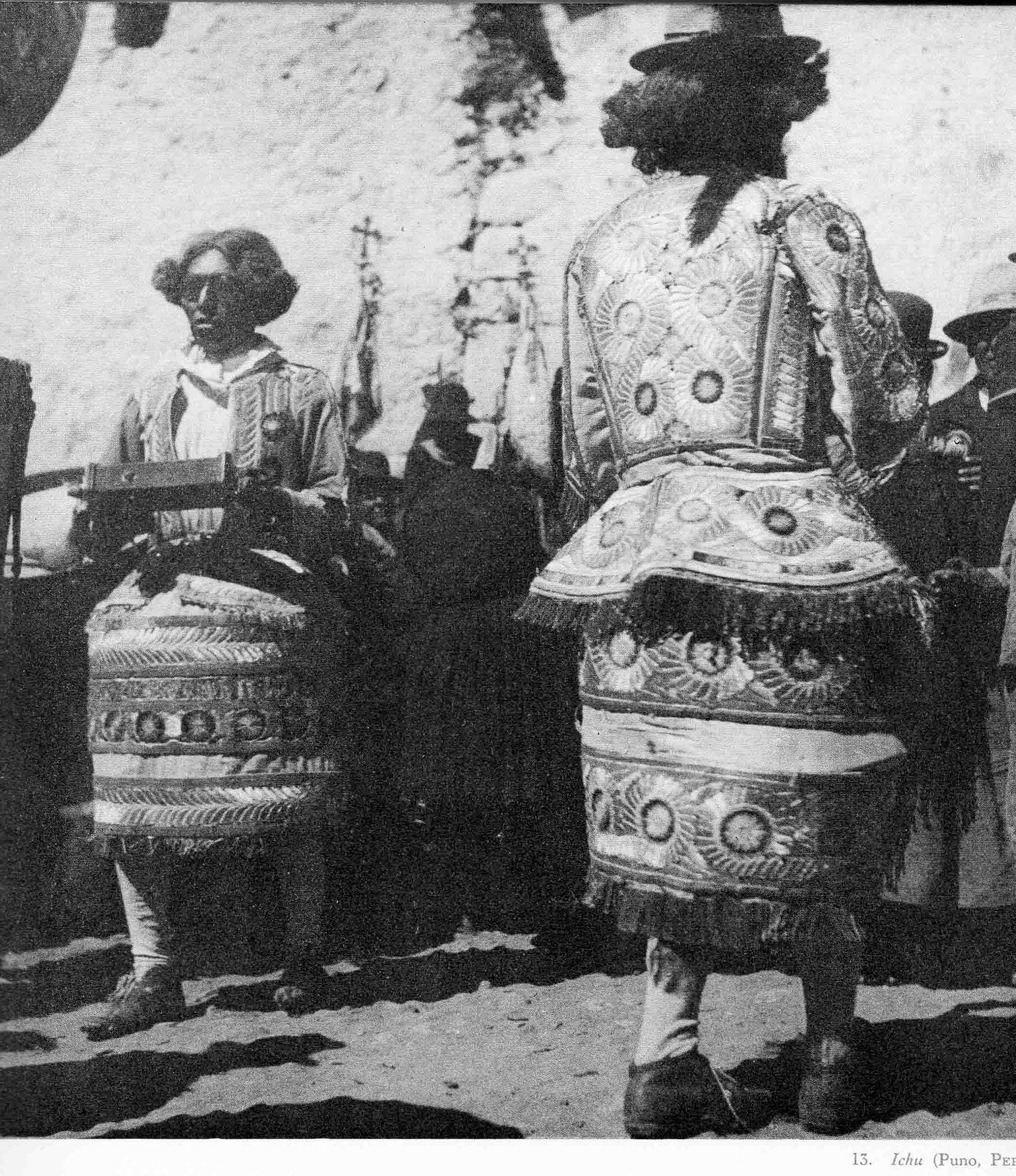
مورينادا في إيشو ، بونو - بيرو عام 1939. الصورة: بيير فيرجر

مورينادا هي رقصة تعود أصولها إلى زمن الاستعمار الإسباني. تُظهر العينات الأيقونية سوابق ليست بالضرورة أنها تمثل «امرأة سمراء».
يدعي العديد من المؤلفين أن الرقصة كانت مستوحاة من الأفارقة  في شكل هجاء من قبل السكان الأصليين. وفقًا للمؤرخ غوامان بوما دي أيالا، فإن العبيد الأفارقة كانوا يمارسون الغش واللصوصية وشرب الخمر، وهم الذين أزعجوا نساء وفتيات الشعوب الأصلية مرارًا وتكرارًا. ومع ذلك، يقول غوام بوما نفسه أن سوء التغذية أجبر العبيد على العثور على أنفسهم في حاجة إلى السرقة. بعد قرن من الزمان، يُظهر بارتولومي أرزانس، مؤلف كتاب تاريخ قرية بوتوسي الإمبراطورية، موقفا سلبيا مشابها، حيث يروي الوحشية التي ارتكبها السود ضد السكان الأصليين ويصورهم على أنهم بيادق البيض البغيضين.[بحاجة لمصدر] في حالة وجود هذا الموقف من الرافض للسود من قبل غالبية السكان الأصليين والمستيزو، يبدو من المنطقي إنشاء رقصة تهزّج شخصية «السود».
تم عرض العبيد الأفارقة علانية لأول مرة في مدينة بوتوسي البوليفية خلال حدث كبير في عام 1555 م. [بحاجة لمصدر] وهكذا، ظهروا مع أسيادهم في موكب فخم عقد في تلك المدينة. ولكن يبدو أنه لا توجد إشارة موجزة إلى المصير اللاحق لهؤلاء العبيد.

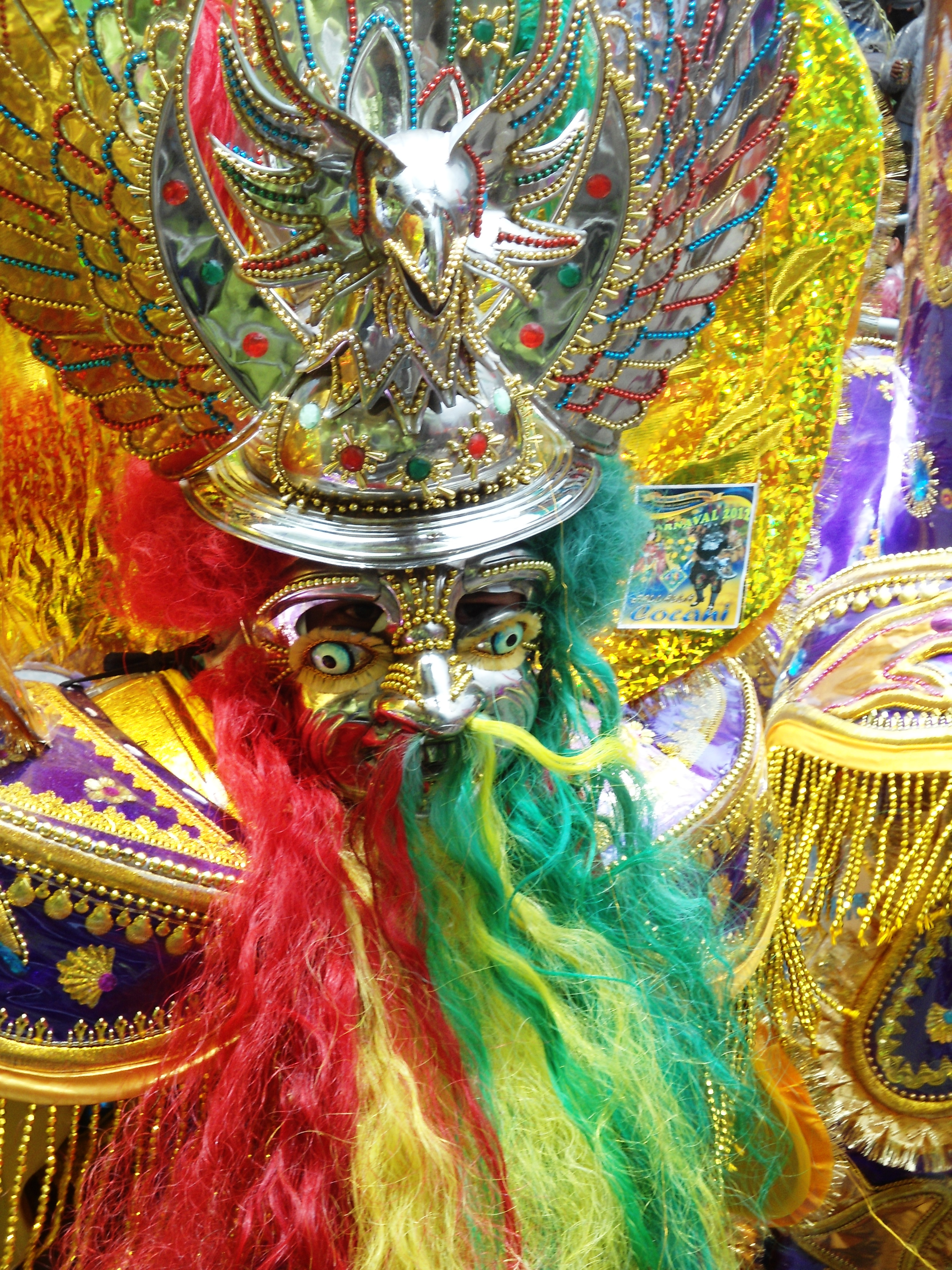
قناع مستخدم في مورينادا. أورورو كرنفال 2012

### ملابس وقناع

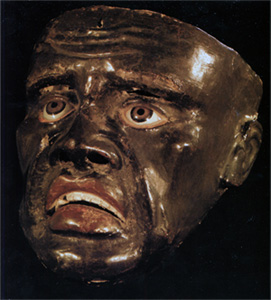
قناع رقصة مورينيوس أو مورينادا تتوافق مع 1875 م في متحف إدواردو لوبيز ريفاس للأنثروبولوجيا في أورورو ببوليفيا.

المورينادا رقصة من أصل استعماري حيث يتنكر الراقصون على أنهم سود متنكرين بسمات مبالغ فيها. الرقص يتميز بالبطء والرتابة. على أي حال، يجب توضيح أنه ليس كل الشخصيات في الرقصة سوداء أو بأقنعة سوداء. يرجع تاريخ أقدم قناع بني محفوظ إلى عام 1875 م. [بحاجة لمصدر] هذا القناع له مظهر أكثر دقة وحساسية من العينات المستخدمة اليوم، والتي تبرز فيها العين الجاحظة للغاية واللسان البارز. [بحاجة لمصدر] يوجد بالفعل في بلدة بوبو، الواقعة في مقاطعة أورورو، إشارات إلى قضية دوس العنب والقصة التي مارسها السود حتى خمسينيات القرن العشرين. على الرغم من أنه لم تعد هناك مجموعات من السود في منطقة زراعة النبيذ، إلا أنه في القرون الماضية كان هناك عبيد سود يعملون في مزارع الكروم. [بحاجة لمصدر]

## قائمة المراجع
- ألفارادو ر. ماريانيلا. أصل رقصة مورينو. في: رقصة مورينو. تراث بوليفيا. اتحاد الأخوة الثقافية للمطرزين. عشاق الفولكلور في القوة العظمى. لاباز، لا يوجد تاريخ.
- Calsin, René (2010). "La morenada, una danza afroaltiplánica" (PDF). FOLKLORE: Arte, cultura y sociedad (بالإسبانية). 2. Archived from the original (PDF) on 2019-08-19.{{استشهاد بدورية محكمة}}:  صيانة الاستشهاد: أسماء متعددة: قائمة المؤلفين (link) Calsin, René (2010). "La morenada, una danza afroaltiplánica" (PDF). FOLKLORE: Arte, cultura y sociedad (بالإسبانية). 2. Archived from the original (PDF) on 2019-08-19.{{استشهاد بدورية محكمة}}:  صيانة الاستشهاد: أسماء متعددة: قائمة المؤلفين (link) Calsin, René (2010). "La morenada, una danza afroaltiplánica" (PDF). FOLKLORE: Arte, cultura y sociedad (بالإسبانية). 2. Archived from the original (PDF) on 2019-08-19.{{استشهاد بدورية محكمة}}:  صيانة الاستشهاد: أسماء متعددة: قائمة المؤلفين (link)
- DbOrbigny ، Alcides. رحلات عبر بوليفيا. المجلد الأول. وزارة التربية والتعليم والفنون الجميلة. لاباز، 1958.
- جيسبرت، تيريزا. الأقنعة والرموز. In: McFarren، Peter (Hrsg.). أقنعة جبال الأنديز البوليفية. أقنعة جبال الأنديز البوليفية. Editorial Quipus and Banco Mercantil، La Paz، 1993.
- جيسبرت، تيريزا. الرقابة الخيالية: المسرحية للحزب . IEP. ليما، 2002.
- Guss ، ديفيد م. القوة العظمى واستعادة لاباز . في: مجلة أنثروبولوجيا أمريكا اللاتينية، المجلد 11، العدد 2.
- Soux ، ماريا لويزا. عبادة الرسول سانتياغو في غواكي، رقصات المغاربة والمسيحيين وأصل مورينادا. فرضية العمل. في: حوليات الاجتماع السنوي للاثنولوجيا. المتحف الوطني للاثنوغرافيا والفولكلور. MUSEF ، لاباز، 2003.
- Tedesqui ، الحياة. الجماليات والخطاب الاجتماعي للتطريز من مورينادا . لاباز، 2010.